# The Crusade
The Crusade is het derde album van de metalcoreband Trivium. Het album werd in 2006 uitgebracht en is iets commerciëler dan hun vorige albums.
Opvallend aan dit nieuwe album is dat de muziek anders is dan bij hun vorige albums. De nummers op The Crusade zijn minder metalcore te noemen maar meer gewone metal met Thrashmetal invloeden. Soms heeft de muziek op sommige stukken zelfs wat van powermetal weg. Opvallend is dat in dit album veel meer "yells" te horen zijn, zoals "Whoho" en "Yeah", dan op hun vorige albums. Dit is bijvoorbeeld goed te horen in het bekendste nummer van het album "The Anthem (We are the fire)". Veel fans gaven hier echter commentaar op en zeiden dat de stem van Matt Heafy hierdoor soms deed denken aan die van James Hetfield. Matt schreeuwt op dit album ook véél minder.
Hoewel de muziek op sommige momenten minder hard klinkt dan dat we gewoon zijn van Trivium (zoals nummers als "Rain", "A Gunshot To The Head of Trepidation", "Pull Harder on the Strings of your Martyr", ... ) bevat het toch meer "headbang" momenten.

## Tracklist
1. Ignition
2. Detonation
3. Entrance of the conflagration
4. Anthem (we are the fire)
5. Unrepentant
6. And sadness will sear
7. Becoming the dragon
8. To the rats
9. This world can't tear us apart
10. Tread the floods
11. Contempt breeds contamination
12. The rising
13. The crusade